# Adolfo Simões Müller
Adolfo Simões Müller (Santa Isabel, Lisboa, 18 de Agosto de 1909 – São Sebastião da Pedreira, Lisboa, 17 de Abril de 1989) foi um escritor e jornalista português.

## Biografia
Nasceu a 18 de agosto de 1909 na Rua Tomás da Anunciação, letras M.L., 2.º andar, na freguesia de Santa Isabel, em Lisboa, embora a família já residisse na freguesia dos Anjos à data do registo, que só foi feito a 30 de maio de 1912. Era filho do empregado comercial Adolfo Emílio José Maria Sexton Müller (São Paulo, Lisboa, c. 1869) e de sua mulher Maria Albertina Simões. Residiu sempre em Campo de Ourique até à adolescência.
Frequentou a Faculdade de Medicina mas abandonou o curso. Foi secretário de redacção do jornal Novidades, fundador e director até 1941 do jornal infantil O Papagaio e director do Diabrete, e do semanário juvenil o Foguetão   (1961) e da revista de banda desenhada Cavaleiro Andante. Também colaborou na Mocidade Portuguesa Feminina: boletim mensal (1939-1947) e na Atlântico. 
Foi ainda director do gabinete de estudos de programas da Emissora Nacional e produtor de programas para a rádio. Inclusivamente foi o autor do primeiro folhetim de rádio As Pupilas do Senhor Reitor.
Estreou-se na literatura com o volume de poemas Asas de Ícaro (1926). No entanto, foi a literatura infantil que o celebrizou, tendo escrito obras como Caixinha de Brinquedos (1937, Prémio Nacional de Literatura Infantil) e O Feiticeiro da Cabana Azul (1942, galardoado com o mesmo prémio).
A 26 de maio de 1937, casou civilmente em Lisboa com Maria de Jesus Carreiro (Barreiro, Barreiro, 1908), doméstica, filha do comerciante Camilo Carreiro, natural de Lage (província de Pontevedra, Galiza, Espanha), e de Ermelinda Augusta da Veiga, doméstica, natural de Lisboa.
Para o público juvenil escreveu, entre outros, os livros constantes da colecção Gente Grande para Gente Pequena, onde em cada livro romanceou a vida de personalidades como Madame Curie (A Pedra Mágica e a Princesinha Doente), Robert Scott (O Capitão da Morte), Camões (As Aventuras do Trinca-Fortes), Thomas Edison (O Homem das Mil Invenções), Gago Coutinho (O Grande Almirante das Estrelas do Sul), Wagner (O Piloto do Navio Fantasma), Gutenberg (O Exército Imortal), Florence Nightingale (A Lâmpada que Não se Apaga), Infante Dom Henrique (O Príncipe do Mar), Cervantes (O Fidalgo Engenhoso), Serpa Pinto (Através do Continente Misterioso), Marco Polo (O Mercador da Aventura), Fernão de Magalhães (A Primeira Volta ao Mundo - Prêmio Nacional de Literatura em 1971), Baden-Powell (A Pista do Tesouro) ou Hans Christian Andersen (O Contador de Histórias).
Entre outras obras, adaptou para a juventude Os Lusíadas (1980), A Peregrinação (1980), A Morgadinha dos Canaviais (1982) e As Pupilas do Senhor Reitor (1984).
Em 1982, recebeu o Grande Prémio da Literatura Infantil da Fundação Calouste Gulbenkian pelo conjunto da sua obra, onde também se incluem livros como Meu Portugal, Meu Gigante (1931), Jesus Pequenino (1934), A Última Varinha de Condão (1941), Historiazinha de Portugal (1944), A Última História de Xerazade (1944), Dona Maria de Trazer por Casa (1947), O Livro das Fábulas (1950) e A Viagem Maravilhosa de Comboio (1956), num total com mais de 70 obras.
Outras das suas obras são Tejo Rio Universal, Sola Sapato Rei Rainha, Douro: Rio das Mil Aventuras, Histórias do Arco da Velha, Moço Bengala e Cão ou a adaptação juvenil das Mil e Uma Noites.
Morreu a 17 de abril de 1989, na freguesia de S. Sebastião da Pedreira, em Lisboa.

## Homenagens
Várias instituições portuguesas promovem ou promoveram concursos ou outras homenagens ao autor.
- Em 1990, a Editorial Verbo instituiu um prémio com o nome do escritor, como homenagem à memória desse mestre da literatura infantil e como estímulo à revelação de novos autores.
- A Câmara Municipal de Sintra - Prémio Literário Adolfo Simóes Müller.[9]
- A Câmara Municipal de Lisboa - Homenagem e comemoração do seu nascimento.[10]

Alguns dos seus livros foram editados em Espanha.

## Obras publicadas[8]
| - Jesus Pequenino, Ed. de autor, 1934. - Caixinha de Brinquedos, Ed. Semanário Infantil “O Papagaio”, 1937. Prémio Nacional de Literatura Infantil (1937) - O Feiticeiro da Cabana Azul, Agência Geral das Colónias, 1942. - A Última Varinha de Condão, Clássica, 1945. - A Pedra Mágica e a Princezinha Doente, Liv. Tavares Martins, 1945. - D. Maria de Trazer por Casa, E. N. de Publicidade, 1947. - O Livro das Fábulas, E. N. de Publicidade, 1950. - A Última História de Xerazade, E. N. de Publicidade, 1956. - A Viagem Maravilhosa do Comboio, Comp. Caminhos de Ferro Portugueses, 1956. - O Exército Imortal, Liv. Tavares Martins, 1964. - O Fidalgo Engenhoso, Liv. Tavares Martins, 1969. - O Piloto do Navio Fantasma, Liv. Tavares Martins, 1970. - Através do Continente Misterioso, Liv. Tavares Martins, 1970. - O Mercador da Aventura, Liv. Tavares Martins, 1971. - A Primeira Volta ao Mundo, Liv. Tavares Martins, 1971. - O Capitão da Morte, Liv. Tavares Martins, 1971. - O Batedor da Pista do Tesouro, Liv. Tavares Martins, 1975. | - O Grande Almirante das Estrelas do Sul, Liv. Tavares Martins, 1975. - Aventuras do Trinca-Fortes, Círculo de Leitores, 1980. - Tejo – Rio Universal, Bertrand, 1981. - O Contador de Histórias, Figueirinhas, 1982. - Historiazinha de Portugal, Figueirinhas, 1983. - A Re (vira) volta dos Fantoches, Distri, 1983. - A Lâmpada que não se Apaga, Figueirinhas, 1983. - O Douro – Rio das Mil Aventuras, Figueirinhas, 1984. - O Homem das Mil Invenções, Figueirinhas, 1984. - O Príncipe do Mar, Figueirinhas, 1984. - O Príncipe Imaginário, Distri, 1985. - Sola Sapato Rei Rainha, Verbo, 1986. - Histórias da Velha do Arco, Verbo, 1986. - Tesouros Universais da Literatura em Prosa para Crianças, F. Calouste Gulbenkian, 1986. - Meu Portugal, Meu Gigante, 1931 (1ª edição), Vega, 1987. |

### Adaptações
- Peregrinação, Europa-América, 1980.
- O Natal do Velho Avarento, Europa-América, 1981.
- A Morgadinha dos Canaviais, Europa-América, 1982.
- Miguel Strogoff, Europa-América, 1983.
- As Viagens de Gulliver, Europa-América, 1983.
- As Pupilas do Senhor Reitor, Europa-América, 1985.
- O Livro de Marco Polo, Europa-América, 1986.
- Os Lusíadas, Europa-América, 1988.